# 急流杜父魚
急流杜父魚，為輻鰭魚綱鮋形目杜父魚亞目杜父魚科的其中一種。分布於加拿大卑詩省及美國奧勒岡州、華盛頓州、蒙大拿州及愛達荷州的哥倫比亞河流域，為底棲性魚類，棲息於河與岩石的湖岸的碎石激流。屬肉食性，以浮游性甲殼動物與水生的昆蟲幼生特別是蚊與蜉蝣類為食，體長可達15.5公分。

## 扩展阅读
維基物種上的相關：急流杜父魚